# Espace mesurable
Un espace mesurable (en théorie de la mesure), également appelé espace probabilisable (en théorie des probabilités), est un couple {\displaystyle (X,{\mathcal {A}})} où {\displaystyle X} est un ensemble et {\displaystyle {\mathcal {A}}} une tribu sur {\displaystyle X}. Les éléments de {\displaystyle {\mathcal {A}}} sont alors appelés des ensembles mesurables de {\displaystyle X}.
Un espace mesurable est rarement utilisé seul : le plus souvent, il est complété d'une mesure {\displaystyle \mu } en vue de construire un espace mesuré {\displaystyle (X,{\mathcal {A}},\mu )}.

## Cas des probabilités
En théorie des probabilités, on utilise une terminologie spécifique. Un espace mesurable {\displaystyle (\Omega ,{\mathcal {A}})} est appelé un espace probabilisable, l'ensemble {\displaystyle \Omega } est appelé l'univers et les éléments de la tribu {\displaystyle {\mathcal {A}}} sont appelés événements. 
L'espace probabilisable {\displaystyle (\Omega ,{\mathcal {A}})}, une fois complété d'une mesure de probabilité {\displaystyle P} (c'est-à-dire une mesure telle que {\displaystyle P(\Omega )=1}) forme un espace probabilisé {\displaystyle (\Omega ,{\mathcal {A}},P)}.

## Exemples
Si {\displaystyle X} un ensemble quelconque :
- {\displaystyle \left(X,{\mathcal {P}}(X)\right)}, où {\displaystyle {\mathcal {P}}(X)} est l'ensemble des parties de {\displaystyle X} est un espace mesurable.
- {\displaystyle \left(X,\{\varnothing ,X\}\right)} est un espace mesurable, où {\displaystyle \{\varnothing ,X\}} est la tribu grossière.

Si {\displaystyle X} est un espace topologique, {\displaystyle (X,{\mathcal {B}}(X))}, où {\displaystyle {\mathcal {B}}(X)} est la tribu de Borel de {\displaystyle X}, est un espace mesurable.

## Définitions alternatives
Certaines sources relativement anciennes proposent des définitions marginalement différentes : pour Paul Halmos, Measure Theory, Van Nostrand, 1950, p. 73, un espace mesurable est un ensemble muni d'un σ-anneau à unité ; pour Sterling Berberian, Measure and Integration, MacMillan, 1965, p. 35 c'est un ensemble muni d'un σ-anneau (sans condition d'existence d'une unité). Les relations entre les trois définitions sont exposées dans l'ouvrage de S. Berberian, p. 35-36.